# Johann Karl von Reslfeld

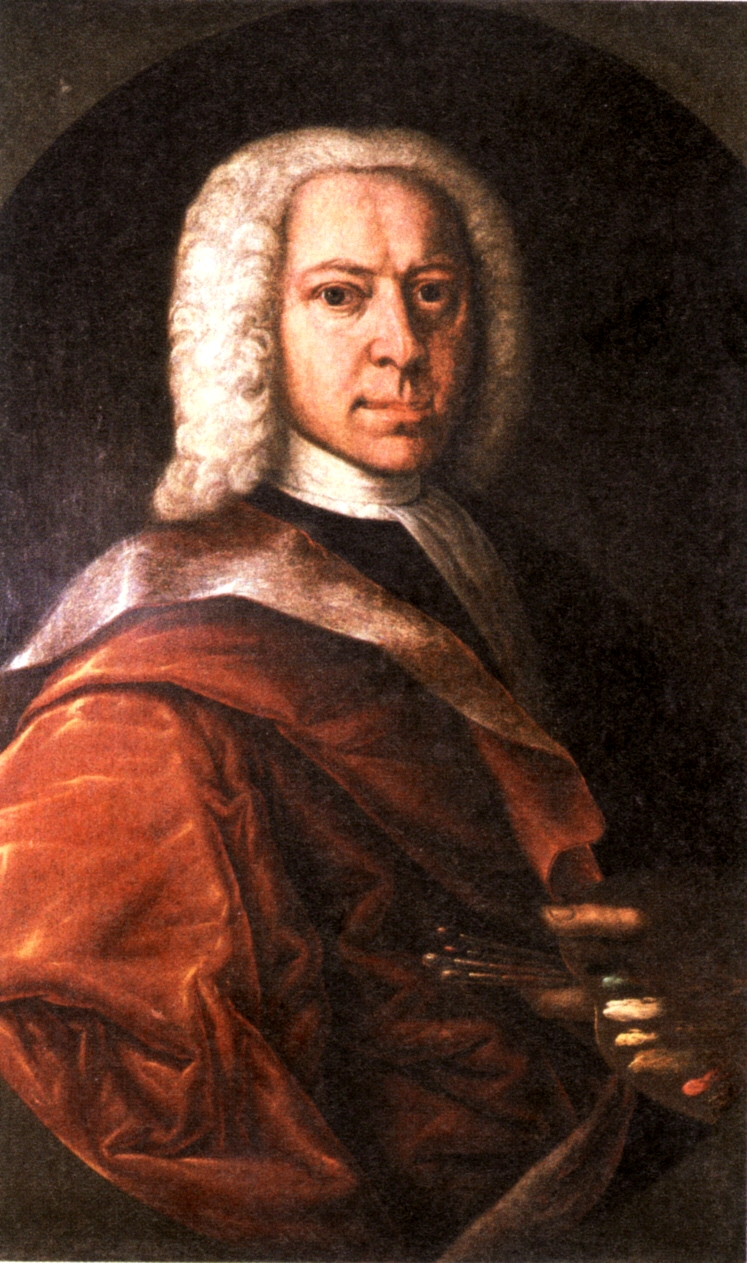
Reslfeld: Selbstporträt

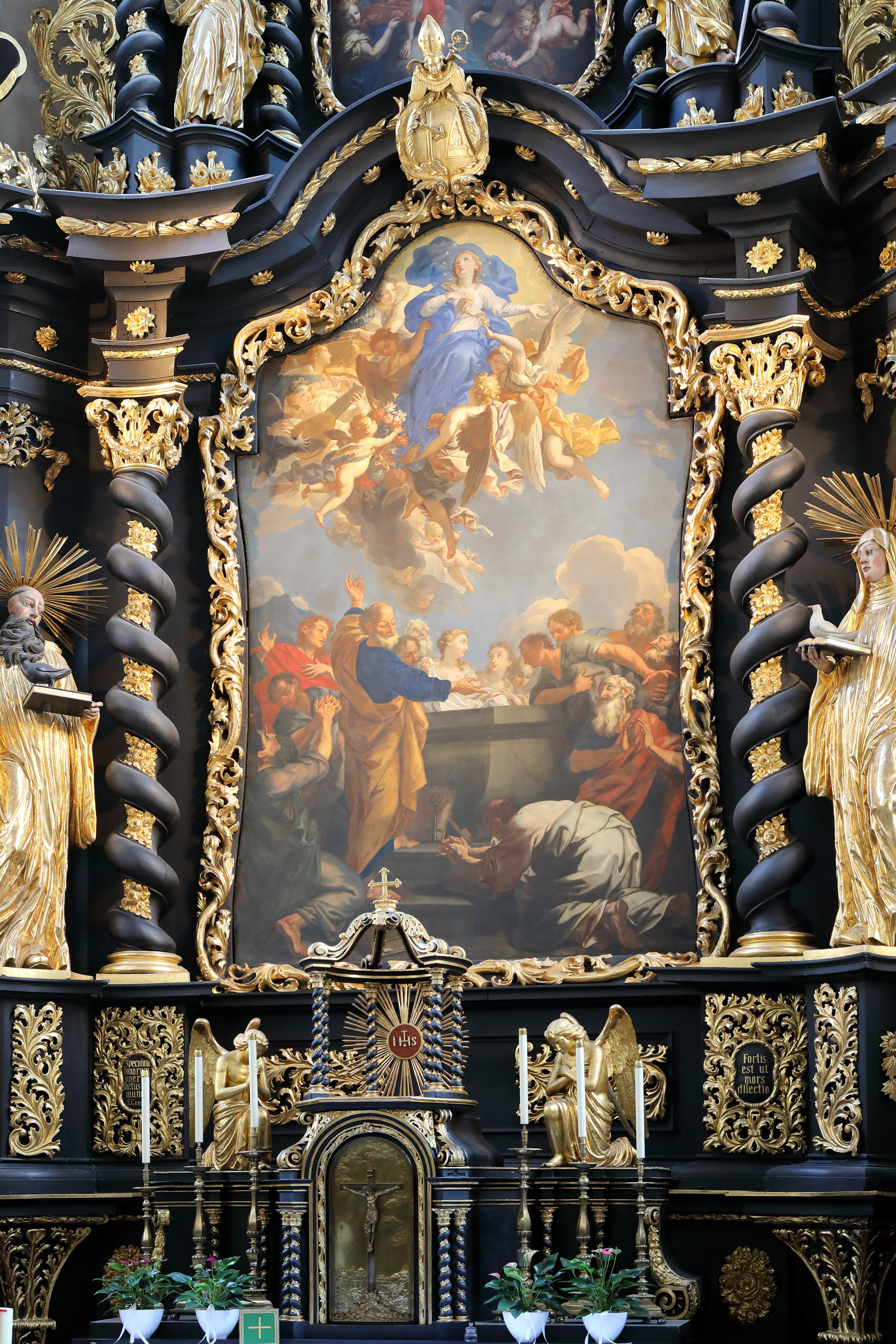
„Mariae Himmelfahrt“, Hochaltarbild (auf Leinwand), Stift Seitenstetten

Johann Karl von Reslfeld (* 1658 in Schwaz; † 13. Januar 1735 in Garsten) war ein österreichischer Barockmaler.

## Leben
Der 1658 im Tiroler Schwaz als Johann Carl Resler Geborene kam schon früh nach Steyr, wo er die Unterstützung des Freiherrn von Risenfels erhielt. Dieser ermöglichte ihm einen vierjährigen Aufenthalt in Venedig bei Johann Carl Loth (Carlo Lotto). 1684 kehrte er zurück und trat als Stiftsmaler in den Dienst des Klosters Garsten. Er erhielt dort anfangs 200 fl. Stipendium, trat aber bald als Familiaris in den Hausverband. Dies war jedoch kein exklusives Verhältnis, denn er führte auch andere Arbeiten aus, etwa für den Dompropst Fürsten Losenstein in Passau. Reslfeld starb am 13. Januar 1735 im Kloster Garsten.

## Werk (Auswahl)
- Heiliger Josef mit Jesuskind in der Stadtpfarrkirche Urfahr.
- Altarbild mit der Anbetung der Könige (1688) in der Stadtpfarrkirche Steyr. Heute über dem Eingang zur Taufkapelle.[3]
- Altarbild Julian-Altar (1703) im Stift Schlierbach[4]
- Heiliger Sebastian in der Steyrer Stadtpfarrkirche.[3]
- Bild der Vierzehn Nothelfer am Hochaltar der Steyrer Margaretenkapelle. Dieses Gemälde stammt ursprünglich aus der zum Stift Garsten gehörigen Pfarrkirche St. Magdalena im Haselgraben bei Linz.[5]
- Kuppelfresko mit Himmelfahrt Mariens und Weihnachtsbild am linken Seitenaltar in der Wallfahrtskirche Christkindl.[6]
- Hochaltarbild Kreuzabnahme bzw. Beweinung Christi in der Pfarrkirche St. Magdalena in Linz (1693)
- Hochaltarbild Mariae Himmelfahrt in der Stifts- und Pfarrkirche Maria Himmelfahrt im Stift Seitenstetten (1706)[7]
- Serie von 14 Ansichten von Pfarren des Klosters Garsten.
- Vesperbild, Privatbesitz Wien.
- Selbstporträt, Gemäldesammlung im Stift Kremsmünster

## Galerie

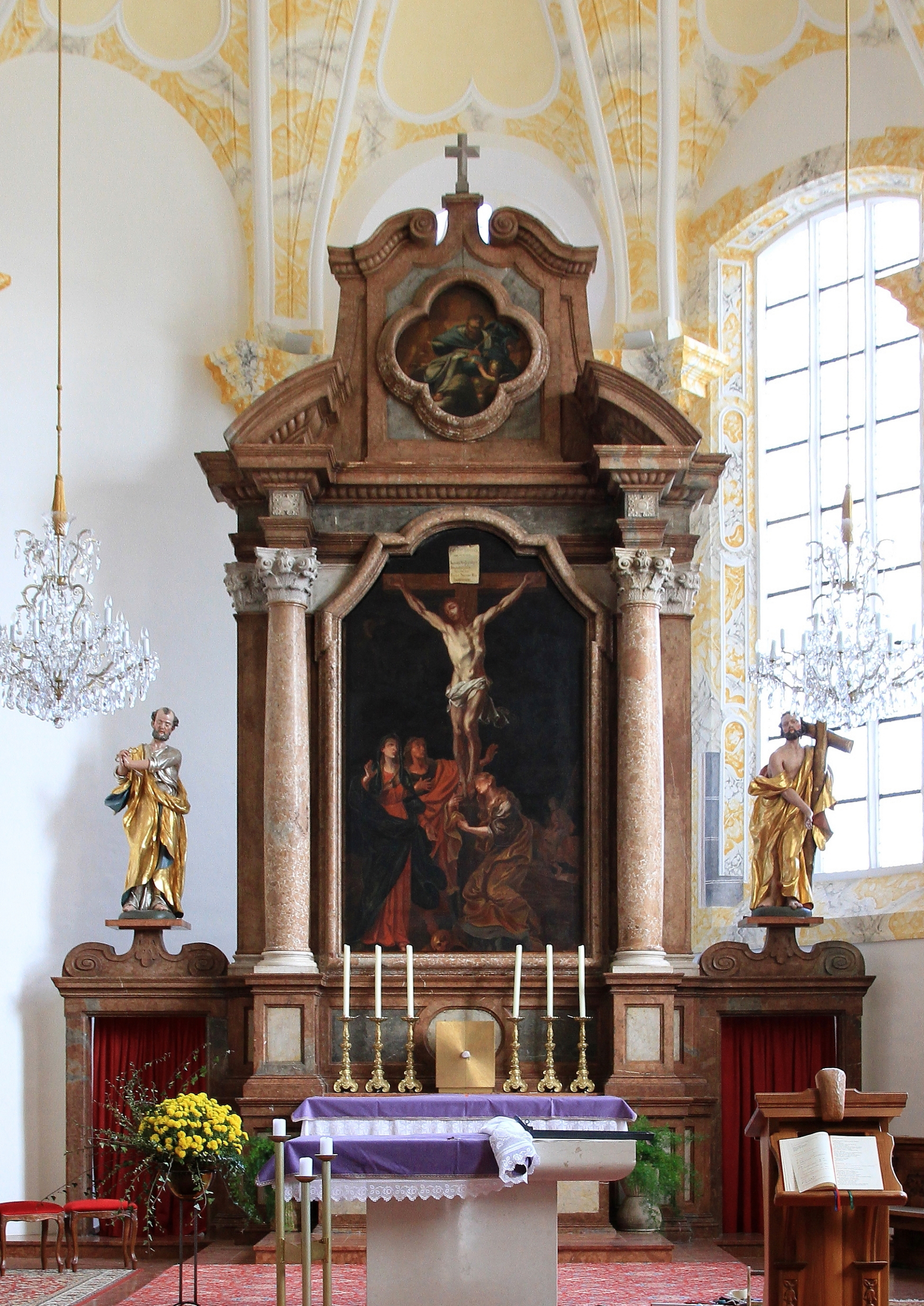
Kreuzigung Christi, ehemaliges Altarbild Schlosskapelle Auhof bei Linz, heute Filialkirche Oberthalheim
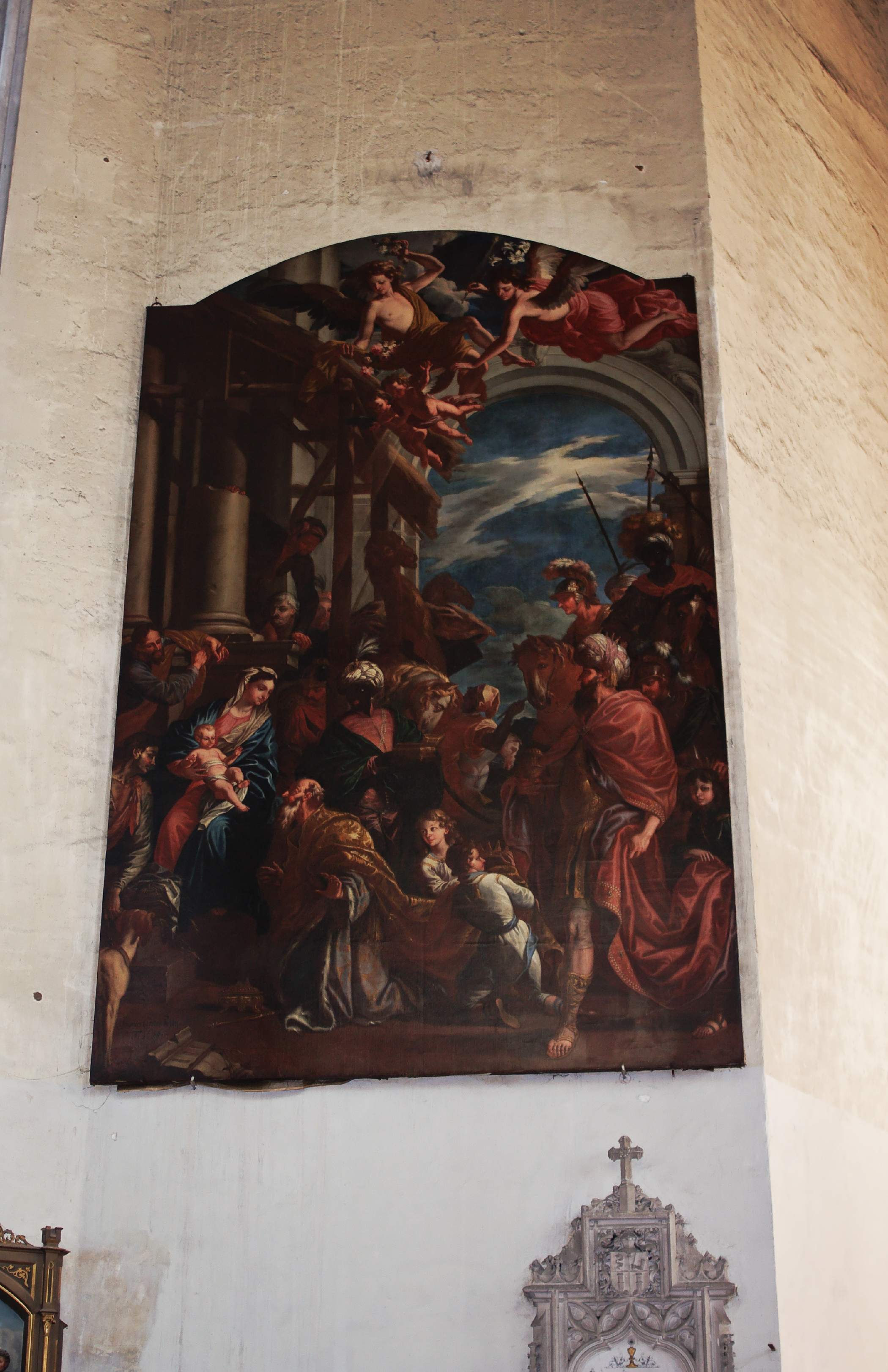
Anbetung der Könige, ehemaliges Altarbild Stadtpfarrkirche Steyr
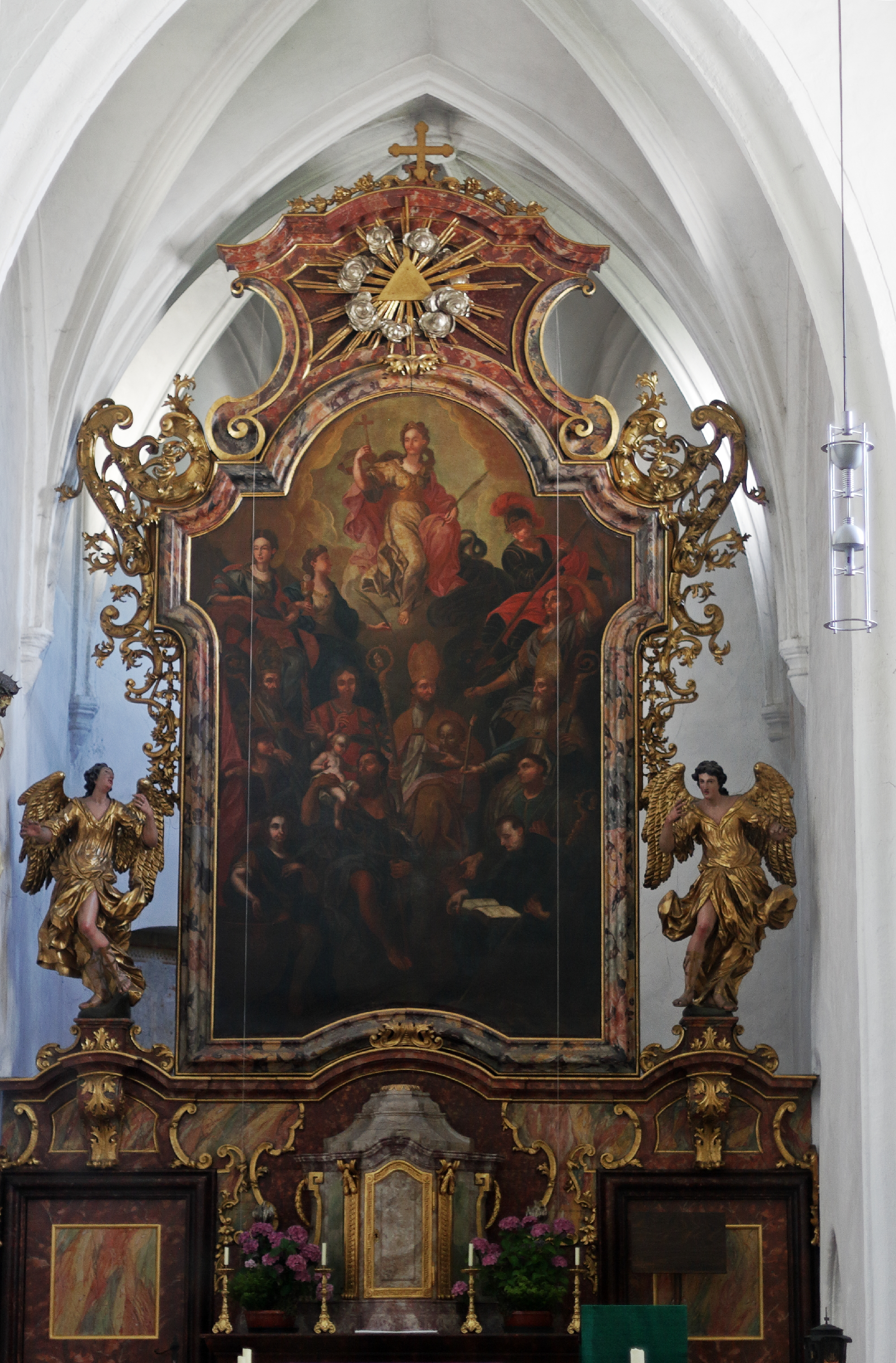
Vierzehn Nothelfer, Margaretenkapelle Steyr
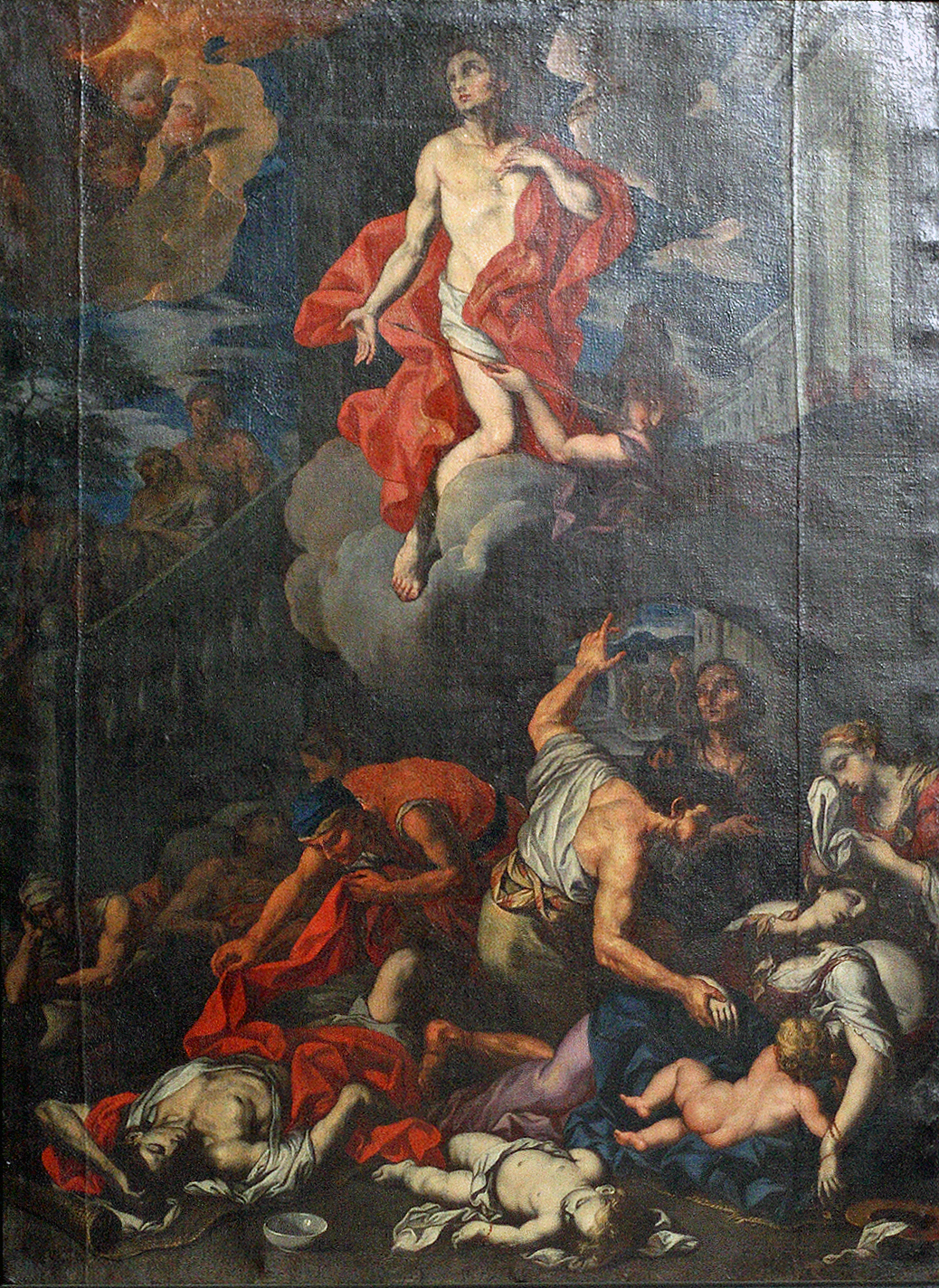
Heiliger Sebastian, Stadtpfarrkirche Steyr
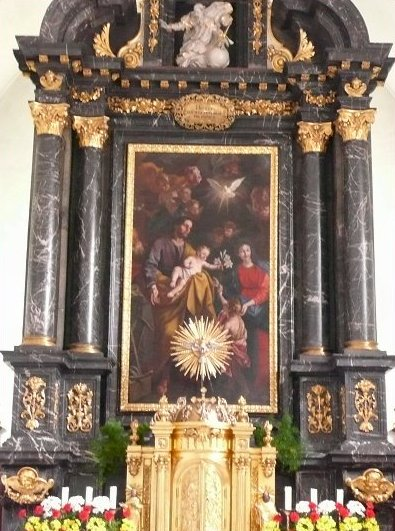
Hl. Joseph mit Jesuskind, Stadtpfarrkirche Urfahr
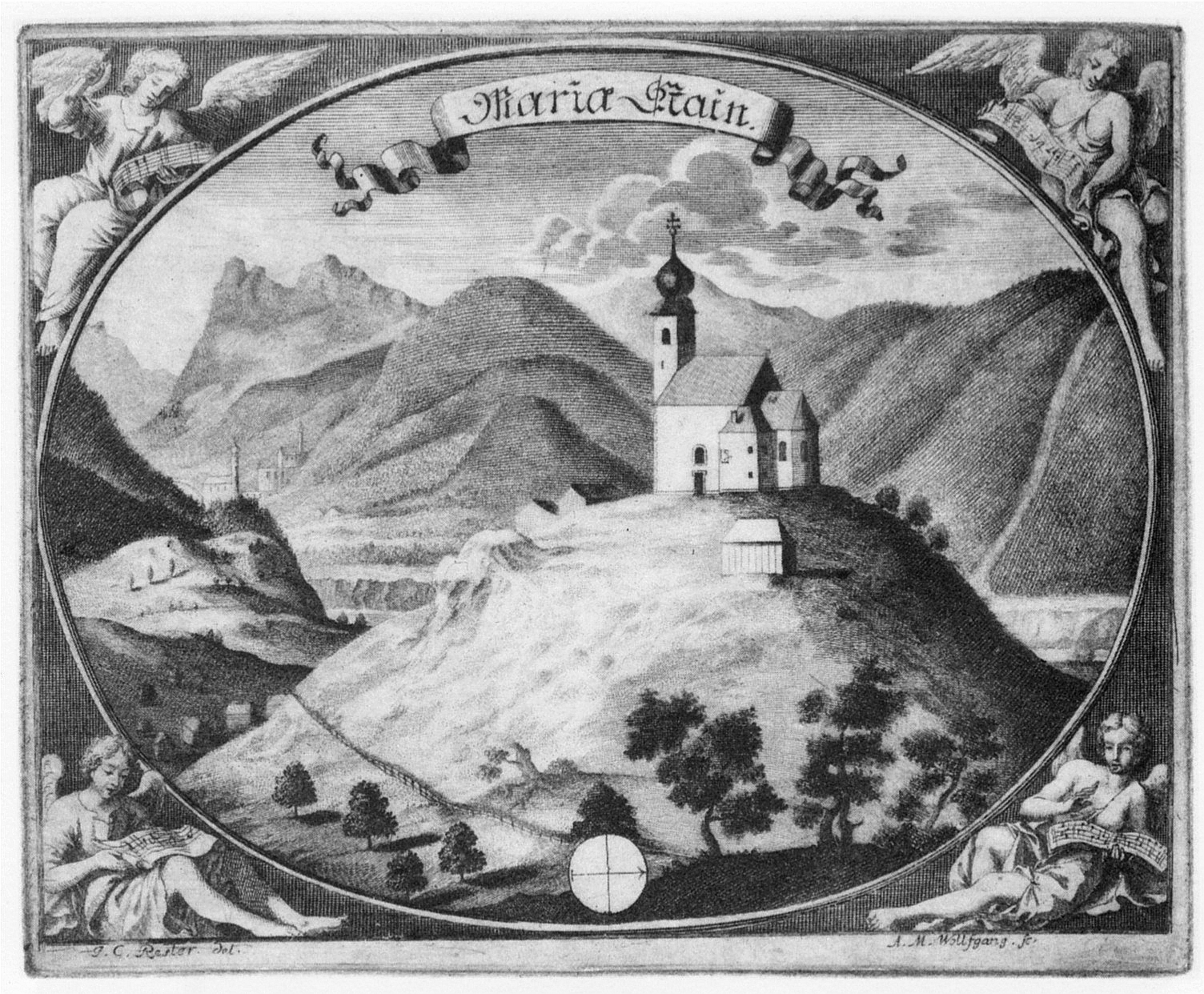
Maria Stain (heute Frauenstein). Aus der Serie 14 Ansichten von Pfarren des Klosters Garsten